# Automolis hebenoides
Automolis hebenoides är en fjärilsart som beskrevs av Sergius G. Kiriakoff 1973. Automolis hebenoides ingår i släktet Automolis och familjen björnspinnare. Inga underarter finns listade i Catalogue of Life.